# Ерик Гасталдело
Ерик Гасталдело (фр. Éric Gastaldello; Вилјери, 14. септембар 1964 — Салон де Прованс, 15. мај 2016) био је француска пливач и двоструки национални првак. Специјалност су му биле трке прсним стилом.
Био је првак Француске у тркама на 100 метара прсно (1983) и 50 метара прсно (1984. године). Био је члан француске пливачке репрезентације која се такмичила на Европском првенству 1983. године у Риму, а исте године такмичио се и на Медитеранским играма у Казабланци. 
Његова мајка Амели Миркович је била успешна пливачица и учесница Олимпијских игара 1960. године. Пливањем се бавила и његова супруга Вероник Жарден (учесница Олимпијских игара 1984. и 1992), а успешну пливачку каријеру има и његова кћерка Берил Гасталдело. 